# الطاعون (رواية)
الطاعون (بالفرنسية: La peste) هي رواية بقلم الكاتب ألبير كامو الحائز على جائزة نوبل للأدب، نُشرت عام 1947، وتروي قصة طاعون يكتسح مدينة وهران الجزائرية. تطرح الرواية عددًا من الأسئلة المتعلقة بطبيعة القدر والحالة البشرية. تساعد كافة شخصيات الكتاب، المشتملة على أطباء ومصطافين ولاجئين، في إظهار تأثيرات الطاعون على العامة.
يُعتقد أن الرواية مبنية على جائحة الكوليرا التي قتلت نسبة ضخمة من تعداد سكان وهران في عام 1849 عقب الاستعمار الفرنسي، لكن الرواية تجري في أربعينيات القرن العشرين. أصيبت وهران والمناطق المحيطة بها بالأوبئة عدة مرات قبل أن ينشر كامو هذه الرواية. وفقًا لتقرير بحثي قامت به مراكز مكافحة الأمراض واتقائها، فتك الطاعون بوهران في عامي 1556 و1678، لكن كل التفشيات اللاحقة، في عام 1921 (185 إصابة)، و1931 (76 إصابة)، و1944 (95 إصابة)، كانت بعيدة جدًا عن درجة الجائحة الموصوفة في الرواية.
تُعتبر الطاعون رواية كلاسيكية وجودية بصرف النظر عن اعتراض كامو على التصنيف. وتيرة السرد شبيهة بوتيرة كافكا، لا سيما في رواية المحاكمة التي من الممكن أن تحمل جملها الفردية عدة معان، غالبًا ما يكون للمادة صدى واضحًا باعتبارها تمثيلًا صارخًا للوعي الهائل والحالة البشرية.
ضمّن كامو شخصية غبية تسيء قراءة رواية المحاكمة باعتبارها رواية لغز كإجلال غير مباشر. قُرئت الرواية كمعالجة تمثيلية للمقاومة الفرنسية ضد الاحتلال النازي إبان الحرب العالمية الثانية. إضافة إلى ذلك، يصور أيضًا رد الفعل البشري تجاه «العبث». تمثل الطاعون كيفية تعامل العالم مع المدلول الفلسفي للعبث، وهي نظرية ساهم كامو بنفسه في تعريفها.
رواية الطاعون هي أول نجاح كبير للكاتب من حيث المبيعات (161000 نسخة في السنتين التي تلت النشر، وملايين النسخ منذ ذلك التاريخ). مع جائحة فيروس كورونا في إيطاليا في عام 2020، تصدرت الرواية قائمة المبيعات في إيطاليا.

## الشخصية الرئيسية
- الطبيب بيرنار ريو: يوصَف الطبيب بيرنار ريو على أنه رجل في الخامسة والثلاثين من عمره، معتدل الطول، أسمر البشرة، ذو شعر أسود قصير جدًا. في بداية الرواية، تسافر زوجة ريو، المريضة منذ عام، قاصدة مستشفى. يكون ريو من عالج أول ضحية للطاعون وأول من استخدم كلمة طاعون لوصف الوباء. يحث السلطات على اتخاذ الإجراءات اللازمة لإيقاف انتشار الجائحة. مع ذلك، يبدو في البداية -مثل البقية- الخطر الذي تواجهه المدينة غير حقيقي بالنسبة له. يشعر بعدم الارتياح لكنه لا يدرك هول الوضع. خلال برهة وجيزة، يدرك ما هو على المحك ويحذر السلطات من أنها إن لم تتصرف مباشرة، من الممكن أن تفتك الجائحة بنصف تعداد سكان المدينة أو بمئتي ألف منهم خلال شهرين. في أثناء الجائحة، يترأس ريو مستشفى احتياطيًا ويعمل ساعات طوال في علاج الضحايا. يحقن المصل ويبضع الدمامل، لكن ليس باستطاعته أن يفعل أكثر من ذلك، وتلقي واجباته بثقلها على كاهله. لا يثوي إلى منزله إلا متأخرًا، ويترتب عليه الابتعاد عن الشفقة الطبيعية التي يشعر بها تجاه الضحايا، وإلا فلن يتمكن من الاستمرار. يشق عليه خصيصًا أن يزور ضحية في منزله لأنه يعرف أنه سيضطر عندها إلى طلب سيارة إسعاف ونقل الضحية من المنزل. غالبًا ما يتوسل إليه أقارب الضحية ألا يفعل ذلك نظرًا لعلمهم أنهم قد لا يرون الشخص مجددًا. يعمل ريو على مكافحة الطاعون لأنه طبيب ببساطة ووظيفته التخفيف من المعاناة البشرية. لا يفعل ذلك من أجل أي غاية دينية عظمى، مثل بانيلو (ريو لا يؤمن بالله)، أو كجزء من نظام أخلاقي سامٍ، مثل تارو. هو رجل عملي، يفعل ما يجب فعله دون أي اعتراض، لكنه يعرف أن مقارعة الموت أمر لا يمكنه الفوز فيه أبدًا.

## شخصيات أخرى
- الدكتور برنار ريو: بطل الرواية والطبيب الذي يُكافح الطاعون بلا كلل. يُجسّد العقلانية والمقاومة الهادئة، ويعمل بدافع إنساني بعيدًا عن الدين أو الأيديولوجيا.
- جان تارو: رجل غريب وصل المدينة قبل تفشي الوباء، يُشارك في جهود المقاومة ويُعبّر عن فلسفة كامو في البحث عن المعنى وسط العبث .
- الأب بانلو: قسيس كاثوليكي يرى أن الطاعون عقاب إلهي، ويُمثّل وجهة النظر الدينية في تفسير الكارثة، لكنه يمر بتحوّل داخلي لاحقًا .
- ريمون رامبير: صحفي يحاول مغادرة المدينة للعودة إلى حبيبته، لكنه يختار البقاء والمشاركة في المقاومة، مما يُبرز تطوّره الأخلاقي .
- جوزيف غراند: موظف بلدية بسيط، يُكافح الطاعون بطريقته الخاصة، ويُمثّل الإنسان العادي الذي يجد البطولة في أداء الواجب اليومي .
- كوتار: رجل مضطرب نفسيًا، يستغل الفوضى لتحقيق مكاسب شخصية، ويُجسّد الجانب المظلم من الطبيعة البشرية[6]

## اقتباسات من الرواية
"عادة اليأس أسوأ من اليأس نفسه."
"ما يُثيرني ويجذبني للحياة، أن يحيا المرء ويموت من أجل ما يُحبه حقًا."
"كل ما يستطيع الإنسان أن يربحه في معركة الطاعون والحياة هو المعرفة والتذكّر."
"يأتي دائمًا في التاريخ وقت يُحكم فيه بالموت على من يجرؤ أن يقول إن اثنين واثنين تساوي أربعة."
"ما نتعلمه في وقت الوباء: أن هناك أشياء أكثر للإعجاب عند الرجال من الاحتقار."
"لقد رأيت عددًا كافيًا من الأشخاص الذين يموتون من أجل فكرة ما. لا أؤمن بالبطولة؛ أعلم أنها سهلة وقد تعلمت أنها يمكن أن تكون قاتلة."
"الطريقة الوحيدة لمحاربة الطاعون هي الآداب العامة."
"لا أحد قادر حقًا على التفكير في أي شخص، حتى في أسوأ الكوارث."

"ما هو طبيعي هو الميكروب. كل ما تبقى هو نتاج إرادة الإنسان، لليقظة التي يجب ألا تتعثر أبدًا."

## أسلوب الرواية
تتميّز رواية الطاعون لألبير كامو بأسلوب سردي موضوعي وبسيط يُجنّب المبالغة العاطفية، ويُركّز على نقل الواقع كما هو، مما يُضفي على النص طابعًا تأمليًا وفلسفيًا. يستخدم كامو لغة واضحة وجملًا قصيرة، ويبتعد عن الزخرفة اللغوية، ليُبرز الأحداث من منظور الراوي الذي يتّخذ موقف الشاهد المحايد. هذا الأسلوب يُعزّز من تأثير الرواية في تصوير العبثية والوجود الإنساني، حيث تُقدّم الشخصيات ردود فعل متنوعة تجاه الكارثة دون أحكام مسبقة، مما يسمح للقارئ بالتفاعل مع النص بحرية وتحليل المواقف بعمق. ويُعد هذا النهج السردي امتدادًا لفلسفة كامو حول مقاومة العبث بالوعي والعمل، لا بالانفعال أو البطولة الفردية

## روابط خارجية
- الطاعون على موقع الموسوعة البريطانية (الإنجليزية)